# Walt Disney Pictures
Walt Disney Pictures je ameriško filmsko podjetje, ki se primarno ukvarja s produkcijo in distribucijo filmov. Leta 1923 ga je ustanovila družba Walta Disneya (The Walt Disney Company), kot eno izmed svojih alternativnih filmskih hiš, družba je tudi lastnik Touchstone Pictures.